# NGC 861
NGC 861 (другие обозначения — UGC 1737, MCG 6-6-3, ZWG 523.5, IRAS02128+3540, PGC 8652) — спиральная галактика (Sb) в созвездии Треугольник. Открыта Генрихом Луи Д’Арре 18 сентября 1865 года.

## Описание
Этот астрономический объект представляет собой спиральную галактику, который был описан Джоном Дрейером как «довольно тусклый и маленький объект, содержит двойную звезду в юго-восточной части». Рик Джонсон, описывая объект NGC 4607, у которого «довольно нормальная грань спирали с очень изогнутой полосой пыли». сравнивает его как: «Совсем не аккуратная прямая полоса пыли классического ребра на спирали, как, скажем, NGC 861». По оценкам, расстояние до Млечного Пути 360 миллионов световых лет, диаметр около 165 000 световых лет.
Протяжённость объекта составляет 106,625 ± 5,878 Мпк или ~348,0 с. л. (база красного смещения).
Галактика NGC 861 имеет класс яркости II и широкую линию HI.
Согласно морфологической классификации галактик Хаббла и де Вокулёра, NGC 861 относится к типу Sb. Видимый звёздный свет невооружённым глазом составляет 13,9 мА, в диапазоне от минимальной до максимальной частоты — 14,7 мА, а поверхностная яркость — 13,4 mag/arcmin2. NGC 861 имеет видимые размеры 1,5" х 0,5".
Объект датируется эпохой 2000.0. Его прямое восхождение, то есть угол, измеренный между эклиптикой и небесным экватором с вершиной в точке равноденствия, составляет 02ч 15м 51,1с, а его склонение, то есть высота дуги под этим углом, составляет +35° 54′ 50″. Положение объекта составляет 38°.

## Наблюдение
Для яркой сфероидальной галактики TT 2009 25 был получен спектр на шести метровом телескопе САО. По трём абсорбционным линиям выяснилось, что радиальная скорость галактики NGC 891 близка к гелиоцентрической скорости NGC 861.
Во время наблюдений за галактикой NGC 891 также было отмечено, что толщина диска соседней галактики NGC 861 составила ~2 пс, что оказалось больше, чем у нашей галактики Млечный Путь.
NGC 861 расположена к северу от небесного экватора, поэтому её легче увидеть из северного полушария в телескоп с апертурой 500 мм (20 дюймов) и более.
Для NGC 861 в диапазоне электромагнитного спектра «B» (длина волны 445 нм, соответствует синему цвету) фотометрическая величина составляет 14,7.

## Обнаружение и исследования
Этот астрономический объект, входящий в число перечисленных в оригинальной редакции «Нового общего каталога», был открыт обнаружен 18 сентября 1865 года астрономом Генрихом Луи Д’Арре с помощью рефрактора с диаметром линзы 27,94 см (11 дюймов).
Объект NGC 861 был изучен рядом исследователей и поэтому включён в другие известные каталоги в соответствии с различными критериями классификации. Таким образом, объект отмечен в Каталоге наиболее важных галактик (PGC) под номером 8652. В Атласе звёздного неба эпохи 2000.0, Уранометрия 2000.0, объект принадлежит группе, обозначенной под номером 92; в то время как в Морфологическом каталоге галактик он находится под номером 6-6-3 (MCG), в Уппсальском каталоге галактик (UGC) он сгруппирован под номером 1737, в Каталоге Цвикки (CGCG) — 523-005, в Каталоге основных галактик (PGC) — 8652, а также в каталоге ZWG — 523.5 и IRAS — 02128+3540.
Объект также был замечен в ходе фотографического исследования, проведённого Паломарской обсерваторией в 1958 году, где он упоминается в группе под номером 407.

## Ближайшие объекты NGC/IC
Этот список содержит десять ближайших объектов NGC/IC на основании евклидова расстояния.
| Имя     | Расстояние от NGC 328 (угловые минуты) | Прямое восхождение (J2000) | Склонение (J2000) | Тип                                      |
| ------- | -------------------------------------- | -------------------------- | ----------------- | ---------------------------------------- |
| NGC 832 | 1,27                                   | 2ч 11м 0,7с                | +35° 32′ 30″      | Двойная звезда (*2)                      |
| IC 1792 | 1,65                                   | 2ч 19м 1,1с                | +34° 27′ 42″      | Спиральная галактика (Sab)               |
| NGC 845 | 1,79                                   | 2ч 12м 19,7с               | +37° 28′ 39″      | Спиральная галактика (Sb)                |
| IC 841  | 1,95                                   | 2ч 11м 17,4с               | +37° 29′ 51″      | Спиральная галактика с перемычкой (SBab) |
| IC 834  | 2,13                                   | 2ч 11м 1,2с                | +37° 39′ 58″      | Галактика (Sbc)                          |
| NGC 890 | 3,06                                   | 2ч 22м 1,0с                | +33° 15′ 59″      | Эллиптическая галактика (E/SB0)          |
| IC 1785 | 3,25                                   | 2ч 16м 21,0с               | +32° 40′ 1″       | Эллиптическая галактика (E-S0)           |
| IC 1784 | 3,27                                   | 2ч 16м 12,8с               | +32° 38′ 57″      | Спиральная галактика (Sb/P)              |
| NGC 818 | 3,37                                   | 2ч 8м 44,4с                | +38° 46′ 38″      | Спиральная галактика с перемычкой (SBbc) |
| IC 1789 | 3,55                                   | 2ч 17м 51,3с               | +32° 23′ 44″      | Спиральная галактика (Sa)                |